# 모이세이 긴즈부르그

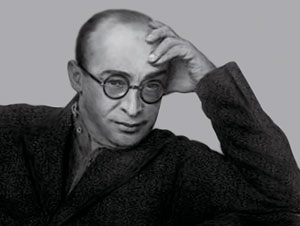
1920년 당시의 사진

모이세이 야코블레비치 긴즈부르그(러시아어: Моисе́й Я́ковлевич Ги́нзбург, 1892년 6월 4일(율리우스력 5월 23일) - 1946년 1월 7일)는 러시아의 건축가이다. 러시아 구성주의의 이론적 지도자이자 기능중시주의의 지도자의 하나로 알려져 있다. 현대건축가동맹 현대건축지(誌) 창립자 중 한 명. 니콜라이 알렉산드로비치 밀류틴와도 친하며, 베스닌 형제와도 협업했다. 벨라루스의 민스크 출신이다.

## 인물
밀라노 예술 아카데미, 리가 종합기술대학을 졸업했다. 당시의 최신기술을 활용해서 새로운 타입의 주거건설의 개발에 관여하여, 거주구분이나 생활기반에 대한 새로운 개념을 낳아냈다.
대표작은 국민재정위원회 나르콤핀 관사, 재무성 보건총국관사, 군사 아카데미 식당, 밀리니스와의 공동작품으로 투르키스탄 관리국과, 카자흐스탄 정부 빌딩, 코텔니치에스카야 및 곤차르나야 둑 계획(1934년) 등이 있다.

## 같이 보기
- 르 코르뷔지에
- 엘 리시츠키
- 블라디미르 타틀린

## 참고 문헌
- ISBN 978-4891764272말레비치 - 스이세이샤 2000.11
- ISBN 978-4872755381이토 다이스케, 나카무라 요시카즈, 이토 이치로 - INAXo 1992.1
- ISBN 978-4167181161쓰쓰이 야스타카 - 분슌문고 2006
- ISBN 978-4122051577이노우에 고이치. 쿠리우자와 타케오 - 중앙공론신사 1998